# Свіча (пісня)
«Свіча»  — пісня української співачки Оксани Білозір, слова якої поет Богдан Стельмах поклав на «Мелодію ля-мінор» Мирослава Скорика. Пісня присвячена трагедії Голодомору в Україні 1932—1933 років.
Пісня була записана у 2007 році, а у серпні того ж року на неї було знято відеокліп, презентований широкому загалу у вересні того ж року до 75-ї роковини Голодомору.
Традиційно у 4-ту суботу листопада в День пам'яті жертв голодоморів о 16:00 пам'ять загиблих під час геноциду українського народу вшановують хвилиною мовчання та встановлюють запалену свічку на підвіконня.

## Фрагмент пісні
На вікні свіча миготіла,

Кривді з-за плеча тріпотіла,

До правди летіла.

Там де рідний край,

Де Україну голоду нагай

Шмагав до згину

Не день, не годину…

Вогником свіча повівала.

Мати дитинча сповивала,

Пісні гомоніла

Про гірку біду, недолю голу,

Про чужу орду криваво-чолу,

Бодай скам'яніла!